# Nu1 Arae
Nu1 Arae (ν1 Ara / ν1 Arae) è una stella bianco-azzurra nella sequenza principale di magnitudine 5,71 situata nella costellazione dell'Altare. Dista 965 anni luce dal sistema solare.

## Osservazione
Si tratta di una stella situata nell'emisfero celeste australe. La sua posizione è fortemente australe e ciò comporta che la stella sia osservabile prevalentemente dall'emisfero sud, dove si presenta circumpolare anche da gran parte delle regioni temperate; dall'emisfero nord la sua visibilità è invece limitata alle regioni temperate inferiori e alla fascia tropicale. La sua magnitudine pari a 5,7 la pone al limite della visibilità ad occhio nudo, pertanto per essere osservata senza l'ausilio di strumenti occorre un cielo limpido e possibilmente senza Luna.
Il periodo migliore per la sua osservazione nel cielo serale ricade nei mesi compresi fra maggio e settembre; nell'emisfero sud è visibile anche per gran parte della primavera, grazie alla declinazione boreale della stella, mentre nell'emisfero sud può essere osservata limitatamente durante i mesi estivi boreali.

## Caratteristiche fisiche
HD 161783 è un sistema stellare triplo. La componente principale A è una stella bianco-azzurra di sequenza principale di classe B, la sua magnitudine è 5,71. La componente B è di magnitudine 9,0, separata da 12,3 secondi d'arco da A e con angolo di posizione di 269 gradi. 
La principale A è a sua volta una binaria spettroscopica, classificata come binaria a eclisse del tipo Algol, composta da due stelle bianco-azzurre di sequenza principale, che eclissandosi a vicenda una dietro l'altra ogni 3,17 giorni, provocano un calo di luminosità dalla magnitudine 5,71 alla 6,24. Le due componenti del sistema sono abbastanza simili tra loro: sono di tipo spettrale rispettivamente B3V e B4V, hanno masse di 6,2 e 5,3 M⊙ e raggi che sono 4,5 e 3,4 volte quello del Sole, con temperature superficiali attorno ai 18000 K.
La stella è anche classificata come stella B lentamente pulsante, anche se in questo caso la fluttuazione della luminosità è minima (0,1 magnitudini).